# Ecoporanga (kommun)
Ecoporanga är en kommun i Brasilien.   Den ligger i delstaten Espírito Santo, i den sydöstra delen av landet, 800 km öster om huvudstaden Brasília. Antalet invånare är 23 223.
Följande samhällen finns i Ecoporanga:
- Ecoporanga

Omgivningarna runt Ecoporanga är huvudsakligen savann. Runt Ecoporanga är det glesbefolkat, med 8 invånare per kvadratkilometer.